# Galeocharax humeralis
El dientudo blanco (Galeocharax humeralis) es una especie de peces de la familia Characidae en el orden de los Characiformes.

## Morfología
Los machos pueden llegar alcanzar los 30,5 cm de longitud total y 347 g de peso.

## Hábitat
Vive en zonas de clima tropical.

## Distribución geográfica
Se encuentran en Sudamérica:  cuencas de los ríos  Paraguay,  Uruguay (en Brasil) y  Paraná.